# Aeroportul Lake Evella
Aeroportul Lake Evella (IATA: LEL, ICAO: YLEV) este un aeroport din Teritoriul de Nord, Australia.
Situat la o altitudine de 88 m, aeroportul dispune de o singură pistă.